# EFLリーグ1
EFLリーグ1（EFL League One）は、イングランドのプロサッカーリーグのディヴィジョンの一つで、最上位であるプレミアリーグの2つ下のディビジョン、すなわち実質3部である。フットボールリーグ1は、プレミアリーグが創設された1992年から2004年まではフットボールリーグ・ディヴィジョン2 (Football League Second Division) の名で、2004年から2016年までは、フットボールリーグ1（Football League One、略称はFL1）と呼ばれていた。イングリッシュ・フットボールリーグの中では、EFLチャンピオンシップに次いで、上から2番目に位置している。
各試合は毎年8月から翌年の5月まで行われ、上位2クラブと、3位から6位の4クラブで行われるプレーオフの優勝クラブの計3クラブがEFLチャンピオンシップ昇格の資格を得る。また、下位4クラブは下位のディビジョンであるEFLリーグ2に降格する。

## 所属クラブ
2024-25シーズン
| クラブ (原語表記)                                                | ホームタウン               | ホームスタジアム                           | 収容人数 | 前年度成績                 |
| ---------------------------------------------------------------- | -------------------------- | ------------------------------------------ | -------- | -------------------------- |
| バーミンガム・シティFC (Birmingham City Football Club)           | バーミンガム               | セント・アンドルーズ・スタジアム           | 29,409   | EFLチャンピオンシップ 22位 |
| ハダースフィールド・タウンFC (Huddersfield Town Football Club)   | ハダースフィールド         | カークリーズ・スタジアム                   | 24,121   | EFLチャンピオンシップ 23位 |
| ロザラム・ユナイテッドFC (Rotherham United Football Club)        | ロザラム                   | ニューヨーク・スタジアム                   | 12,021   | EFLチャンピオンシップ 24位 |
| ボルトン・ワンダラーズFC (Bolton Wanderers Football Club)        | ボルトン                   | ユニバーシティ・オブ・ボルトン・スタジアム | 28,723   | 3位                        |
| ピーターバラ・ユナイテッドFC (Peterborough United Football)      | ピーターバラ               | ロンドン・ロード・スタジアム               | 15,460   | 4位                        |
| バーンズリーFC ( Barnsley Football Club)                         | バーンズリー               | オークウェル                               | 23,287   | 6位                        |
| リンカーン・シティFC (Lincoln City Football Club)                | リンカン                   | シンシル・バンク                           | 10,669   | 7位                        |
| ブラックプールFC (Blackpool Football Club)                       | プラックプール             | ブルームフィールド・ロード                 | 16,616   | 8位                        |
| スティヴネイジFC (Stevenage Football Club)                       | スティーブニッジ           | ブロードホール・ウェイ                     | 7,200    | 9位                        |
| ウィコム・ワンダラーズFC (Wycombe Wanderers Football Club)       | ハイ・ウィカム             | アダムス・パーク                           | 10,284   | 10位                       |
| レイトン・オリエントFC (Leyton Orient Football Club)             | レイトン                   | ブリスベン・ロード                         | 9,271    | 11位                       |
| ウィガン・アスレティックFC (Wigan Athletic Football Club)        | ウィガン                   | DWスタジアム                               | 25,138   | 12位                       |
| エクセター・シティFC (Exeter City Football Club)                 | エクセター                 | セント・ジェームズ・パーク                 | 8,219    | 13位                       |
| ノーサンプトン・タウンFC (Northampton Town Football Club)        | ノーサンプトン             | シックスフィールズ・スタジアム             | 7,798    | 14位                       |
| ブリストル・ローヴァーズFC (Bristol Rovers Football Club)        | ブリストル                 | メモリアル・スタジアム                     | 12,100   | 15位                       |
| チャールトン・アスレティックFC (Charlton Athletic Football Club) | ロンドン                   | ザ・ヴァレー                               | 27,111   | 16位                       |
| レディングFC (Reading Football Club)                             | レディング                 | マデイスキー・スタジアム                   | 24,161   | 17位                       |
| ケンブリッジ・ユナイテッドFC (Cambridge United Football Club)    | ケンブリッジ               | アビー・スタジアム                         | 10,847   | 18位                       |
| シュルーズベリー・タウンFC (Shrewsbury Town Football Club)       | シュルーズベリー           | ニュー・メドウ                             | 9,984    | 19位                       |
| バートン・アルビオンFC (Burton Albion Football Club)             | バートン・アポン・トレント | ピレリ・スタジアム                         | 6,912    | 20位                       |
| ストックポート・カウンティFC (Stockport County Football Club)    | ストックポート             | エッジリー・パーク                         | 10,651   | EFLリーグ2 1位             |
| レクサムAFC (Wrexham Association Football Club)                  | レクサム                   | レースコース・グラウンド                   | 15,500   | EFLリーグ2 2位             |
| マンスフィールド・タウンFC (Mansfield Town Football Club)        | マンスフィールド           | フィールド・ミル                           | 15,500   | EFLリーグ2 3位             |

## 歴代昇格クラブ
フットボールリーグ・ディヴィジョン2(1992-2004)
| シーズン | 1位                                    | 2位                              | プレーオフ勝者                         |
| -------- | -------------------------------------- | -------------------------------- | -------------------------------------- |
| 1992-93  | ストーク・シティ                       | ボルトン・ワンダラーズ           | ウェスト・ブロムウィッチ・アルビオン   |
| 1993-94  | レディング                             | ポート・ヴェイル                 | バーンリー                             |
| 1994-95  | バーミンガム・シティ                   | ブレントフォード (昇格できず)    | ハダースフィールド・タウン             |
| 1995-96  | スウィンドン・タウン                   | オックスフォード・ユナイテッド   | ブラットフォード・シティ               |
| 1996-97  | ベリー                                 | ストックポート・カウンティ       | クルー・アレクサンドラ                 |
| 1997-98  | ワトフォード                           | ブリストル・シティ               | グリムズビー・タウン                   |
| 1998-99  | フラム                                 | ウォルソール                     | マンチェスター・シティ                 |
| 1999-00  | プレストン・ノースエンド               | バーンリー                       | ジリンガム                             |
| 2000-01  | ミルウォール                           | ロザラム・ユナイテッド           | ウォルソール                           |
| 2001-02  | ブライトン・アンド・ホーヴ・アルビオン | レディング                       | ストーク・シティ                       |
| 2002-03  | ウィガン・アスレティック               | クルー・アレクサンドラ           | カーディフ・シティ                     |
| 2003-04  | プリマス・アーガイル                   | クイーンズ・パーク・レンジャーズ | ブライトン・アンド・ホーヴ・アルビオン |

リーグ1(2004-現在)
| シーズン | 1位                                    | 2位                          | プレーオフ勝者                 |
| -------- | -------------------------------------- | ---------------------------- | ------------------------------ |
| 2004-05  | ルートン・タウン                       | ハル・シティ                 | シェフィールド・ウェンズデイ   |
| 2005-06  | サウスエンド・ユナイテッド             | コルチェスター・ユナイテッド | バーンズリー                   |
| 2006-07  | スカンソープ・ユナイテッド             | ブリストル・シティ           | ブラックプール                 |
| 2007-08  | スウォンジー・シティ                   | ノッティンガム・フォレスト   | ドンカスター・ローヴァーズ     |
| 2008-09  | レスター・シティ                       | ピーターバラ・ユナイテッド   | スカンソープ・ユナイテッド     |
| 2009-10  | ノリッジ・シティ                       | リーズ・ユナイテッド         | ミルウォール                   |
| 2010-11  | ブライトン・アンド・ホーヴ・アルビオン | サウサンプトン               | ピーターバラ・ユナイテッド     |
| 2011-12  | チャールトン・アスレティック           | シェフィールド・ウェンズデイ | ハダースフィールド・タウン     |
| 2012-13  | ドンカスター・ローヴァーズ             | ボーンマス                   | ヨーヴィル・タウン             |
| 2013-14  | ウルヴァーハンプトン・ワンダラーズ     | ブレントフォード             | ロザラム・ユナイテッド         |
| 2014-15  | ブリストル・シティ                     | ミルトン・キーンズ・ドンズ   | プレストン・ノースエンド       |
| 2015-16  | ウィガン・アスレティック               | バートン・アルビオン         | バーンズリー                   |
| 2016-17  | シェフィールド・ユナイテッド           | ボルトン・ワンダラーズ       | ミルウォール                   |
| 2017-18  | ウィガン・アスレティック               | ブラックバーン・ローヴァーズ | ロザラム・ユナイテッド         |
| 2018-19  | ルートン・タウン                       | バーンズリー                 | チャールトン・アスレティック   |
| 2019-20  | コヴェントリー・シティ                 | ロザラム・ユナイテッド       | ウィコム・ワンダラーズ         |
| 2020-21  | ハル・シティ                           | ピーターバラ・ユナイテッド   | ブラックプール                 |
| 2021-22  | ウィガン・アスレティック               | ロザラム・ユナイテッド       | サンダーランド                 |
| 2022-23  | プリマス・アーガイル                   | イプスウィッチ・タウン       | シェフィールド・ウェンズデイ   |
| 2023-24  | ポーツマス                             | ダービー・カウンティ         | オックスフォード・ユナイテッド |

## 歴代降格クラブ
| シーズン | 21位                             | 22位                       | 23位                         | 24位                             |
| -------- | -------------------------------- | -------------------------- | ---------------------------- | -------------------------------- |
| 2004-05  | トーキー・ユナイテッド           | レクサム                   | ピーターバラ・ユナイテッド   | ストックポート・カウンティ       |
| 2005-06  | ハートリプール・ユナイテッド     | ミルトン・キーンズ・ドンズ | スウィンドン・タウン         | ウォルソール                     |
| 2006-07  | チェスターフィールド             | ブラットフォード・シティ   | ロザラム・ユナイテッド       | ブレントフォード                 |
| 2007-08  | ボーンマス                       | ジリンガム                 | ポート・ヴェイル             | ルートン・タウン                 |
| 2008-09  | ノーサンプトン・タウン           | クルー・アレクサンドラ     | チェルトナム・タウン         | ヘレフォード・ユナイテッド       |
| 2009-10  | ジリンガム                       | ウィコム・ワンダラーズ     | サウスエンド・ユナイテッド   | ストックポート・カウンティ       |
| 2010-11  | ダゲナム・アンド・レッドブリッジ | ブリストル・ローヴァーズ   | ブリストル・アーガイル       | スウィンドン・タウン             |
| 2011-12  | ウィコム・ワンダラーズ           | チェスターフィールド       | エクセター・シティ           | ロッチデール                     |
| 2012-13  | スカンソープ・ユナイテッド       | ベリー                     | パートリプール・ユナイテッド | ポーツマス                       |
| 2013-14  | トレンメア・ローヴァーズ         | カーライル・ユナイテッド   | シュルーズベリー・タウン     | スティヴネイジ                   |
| 2014-15  | ノッツ・カウンティ               | クローリー・タウン         | レイトン・オリエント         | ヨーヴィル・タウン               |
| 2015-16  | ドンカスター・ローヴァーズ       | ブラックプール             | コルチェスター・ユナイテッド | クルー・アレクサンドラ           |
| 2016-17  | ポート・ヴェイル                 | スウィンドン・タウン       | コヴェントリー・シティ       | チェスターフィールド             |
| 2017-18  | オールダム・アスレティック       | ノーサンプトン・タウン     | ミルトン・キーンズ・ドンズ   | ベリー                           |
| 2018-19  | プリマス・アーガイル             | ウォルソール               | スカンソープ・ユナイテッド   | ブラッドフォード・シティ         |
| 2019-20  | トレンメア・ローヴァーズ         | サウスエンド・ユナイテッド | ボルトン・ワンダラーズ       | なし                             |
| 2020-21  | ロッチデール                     | ノーサンプトン             | スウィンドン                 | ブリストル・ローヴァーズ         |
| 2021-22  | ジリンガム                       | ドンカスター・ローヴァーズ | ウィンブルドン               | クルー・アレクサンドラ           |
| 2022-23  | ミルトン・キーンズ・ドンズ       | モアカム                   | アクリントン・スタンリー     | フォレストグリーン・ローヴァーズ |
| 2023-24  | チェルトナム・タウン             | フリートウッド・タウン     | ポート・ヴェイル             | カーライル・ユナイテッド         |

## 歴代得点王
| シーズン | 選手                         | 在籍クラブ                   | 得点 |
| -------- | ---------------------------- | ---------------------------- | ---- |
| 2004–05  | スチュアート・エリオット     | ハル・シティ                 | 27   |
| 2004–05  | ディーン・ウィンダス         | ブラットフォード・シティ     | 27   |
| 2005–06  | フレディ・イーストウッド     | サウスエンド・ユナイテッド   | 23   |
| 2005–06  | ビリー・シャープ             | スカンソープ・ユナイテッド   | 23   |
| 2006–07  | ビリー・シャープ             | スカンソープ・ユナイテッド   | 30   |
| 2007–08  | ジェイソン・スコットランド   | スウォンジー・シティ         | 24   |
| 2008–09  | サイモン・コックス           | スウィンドン・タウン         | 29   |
| 2008–09  | リッキー・ランバート         | ブリストル・ローヴァーズ     | 29   |
| 2009–10  | リッキー・ランバート         | サウサンプトン               | 30   |
| 2010–11  | クレイグ＝マッケイル・スミス | ピーターバラ・ユナイテッド   | 27   |
| 2011–12  | ジョーダン・ローズ           | ハダースフィールド・タウン   | 36   |
| 2012–13  | パディ・マッデン             | ヨーヴィル・タウン           | 24   |
| 2013–14  | サム・バルドック             | ブリストル・シティ           | 24   |
| 2014–15  | ジョー・ガーナー             | プレストン・ノースエンド     | 26   |
| 2015–16  | ウィル・グリッグ             | ウィガン・アスレティック     | 25   |
| 2016–17  | ビリー・シャープ             | シェフィールド・ユナイテッド | 30   |
| 2017-18  | ジャック・マリオット         | ピーターバラ・ユナイテッド   | 27   |
| 2018-19  | ジェームズ・コリンズ         | ルートン・タウン             | 25   |
| 2019-20  | イヴァン・トニー             | ピーターバラ・ユナイテッド   | 24   |
| 2020-21  | クラーク・ハリス             | ピーターバラ・ユナイテッド   | 31   |
| 2021-22  | ウィル・キーン               | ウィガン・アスレティック     | 26   |
| 2022-23  | ジョンソン・クラーク・ハリス | ピーターバラ・ユナイテッドFC | 27   |
| 2023-24  |                              |                              |      |

## シーズン別大会名
- Coca-Cola League One （2004-2010）
- npower League One （2010-2013）
- Sky Bet League One （2013-現在）